# Old Etonians FC
Old Etonians FC (celým názvem: Old Etonians Association Football Club) je anglický amatérský fotbalový klub, který sídlí ve městě Eton v nemetropolitním hrabství Berkshire. Klub hraje v Arthurian League (není součástí anglického ligového systému), která je určena pro družstva nezávislých škol. Hráči nastupující za tento tým jsou absolventi místní školy Eton College.
Své domácí zápasy odehrává na stadionu Dutchman's Playing Fields.

## Historie
Klub byl založen v roce 1871 Lordem Kinnairdem. V roce 1882 to byl poslední skutečně amatérský tým, který vyhrál FA Cup, když porazil ve finále 1:0 Blackburn Rovers. V roce 1883 podlehl 1:2 ve finále Blackburnu Olympic. Kromě toho získal FA Cup ještě v roce 1879 a v letech 1875, 1876 a 1881 se dostali do finále. V těchto letech také často zásoboval národní tým Anglie svými hráči. V roce 1879 zasáhly do utkání proti Walesu dokonce tři.
V současné době jsou Old Etonians členy Amateur Football Alliance (Amatérská fotbalová aliance) a nastupují v nejvyšší soutěži Arthurian League, kde skončili v sezóně 2010/11 na 2. místě. V letech 1993 a 2005 se jim tuto soutěž podařilo vyhrát.

## Získané trofeje
Zdroj: 
- FA Cup ( 2× )
  - 1878/79, 1881/82
- Arthurian League ( 2× )
  - 1992/93, 2004/05
- Arthur Dunn Cup ( 2× )
  - 2004/05, 2009/10